# アディリベク・ジャクスィベコフ
アディリベク・ジャクスィベコフ（Әділбек Рыскелдіұлы Жақсыбеков、1954年7月26日 - ）は、カザフスタン共和国の政治家。国防相。過去、産業・貿易相、大統領府長官等を歴任。

## 経歴
コスタナイ州カラバルィスキー地区ブルリ村出身。召集兵として、シベリア軍管区に勤務。
1977年、全ソ国立映画芸術大学経済学部を卒業し、1987年、物資・機材補給組織官専攻でプレハーノフ名称モスクワ人民経済大学に入学。
大学卒業後、カザフ・ソビエト社会主義共和国のゴスキノとゴススナブで働いた。1988年～1995年、「ツェスナ」社社長。
1995年、上院議員に選出。1996年、アクモリ州第一副アキム（第一副知事）に任命。1997年12月～2003年6月、アスタナ市アキム（市長）。
2003年6月～2004年12月、産業・貿易相。2004年12月、大統領府長官。2008年1月23日～10月13日、「ヌール・オタン」党の第一副議長となり、大統領顧問を務めた。2008年11月～2009年6月、駐露非常全権大使。
2009年6月、国防相に任命。

## パーソナル
経済科学準博士。カザフスタン共和国サッカー連盟総裁。カザフスタン共和国国家賞を受賞。
「カザフスタン共和国初代大統領ヌルスルタン・ナザルバエフ」勲章、三等「バルィス」勲章、三等ヤロスラフ・ムードルィ賢公勲章（ウクライナ）を受章。

## 著書
- 「星の首都を輝かせ」
- 「アスタナはこうして始まった。首都初代アキムのメモ」